# Dichostereum durum
Dichostereum durum är en svampart som först beskrevs av Bourdot & Galzin, och fick sitt nu gällande namn av Albert Pilát 1926. Dichostereum durum ingår i släktet Dichostereum och familjen Lachnocladiaceae.   Inga underarter finns listade i Catalogue of Life.